# R-指定 (曲)
「R-指定」（アールしてい）は相川七瀬23枚目のシングル。2003年11月27日発売。

## 解説
岡野ハジメがプロデュースを担当した本作。Janne Da Arcのyasuが初の楽曲提供。CD-EXTRAにMV収録。

## 収録曲
作詞：相川七瀬
1. R-指定
  - 作曲：yasu　編曲：岡野ハジメ・小池敦
2. 月に捧ぐ
  - 作曲：井上慎二郎　編曲：岡野ハジメ
3. 傘に隠れてキスをしよう
  - 作曲：上田晃司　編曲：ALAN BREY

## 収録アルバム
R-指定
- 7 seven
- NANASE AIKAWA BEST ALBUM "ROCK or DIE"（メモリアル盤のみ）